# Brugnato
Brugnato (im Ligurischen: Brignê) ist eine italienische Gemeinde mit 1282 Einwohnern (Stand 31. Dezember 2023) in der Region Ligurien. Sie gehört zur Provinz La Spezia.

## Geographie
Der Ort liegt ungefähr 20 km nordwestlich der Provinzhauptstadt La Spezia, etwa 65 km südöstlich der Regionalhauptstadt Genua und rund 344 km nordwestlich der italienischen Hauptstadt Rom in der klimatischen Einordnung italienischer Gemeinden in der Zone D, 1 663 GG.
Brugnato liegt am Fluss Vara im Val di Vara in einer weitläufigen Schwemmlandebene zu Fuße des Ligurischen Apennins. In der Nähe zur Gemeinde befinden sich die Mündungen der beiden Bäche Gravegnola und Chicciola in den Vara. Brugnato bildet einen Teil der Comunità Montana della Media e Bassa Val di Vara und gehört zudem zum Naturpark Montemarcello-Magra.
Einziger Ortsteil (Frazione) der Gemeinde ist Bozzolo (276 m, ca. 30 Einwohner, liegt ca. 1 km nordwestlich). Er kam 1956 unter die Gemeindeverwaltung von Brugnato, vorher gehörte er zu Zignago.
Die Nachbargemeinden sind Borghetto di Vara, Rocchetta di Vara, Sesta Godano und Zignago.

## Geschichte

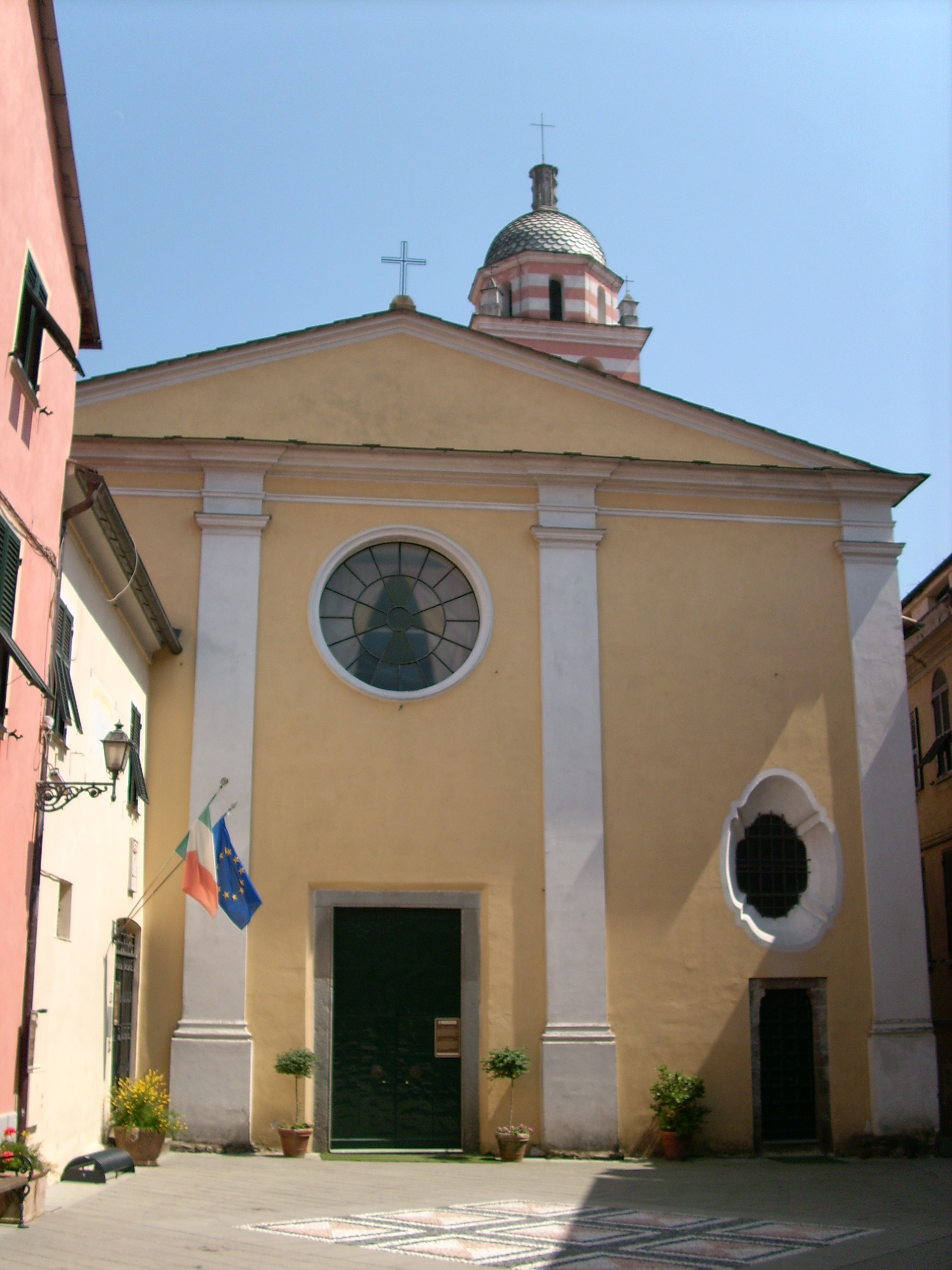
Cattedrale dei Ss. Pietro, Lorenzo e Colombano

Der Ort entstand im 7. Jahrhundert als Abtei der Mönche von San Colombano. Ab dem 8. Jahrhundert wird der Ort in mehreren Diplomen erwähnt, unter anderem von Karl III., Otto III. und Heinrich II. Innozenz II. erhob den Ort zur Diözese, die bis 1820 bestand hielt. Seit 999 durfte der Ort sich Stadt nennen. Der unter dem Schutz der Republik Genua stehende Ort wurde von dieser 1215 gegen die Übernahmeversuche der Malaspina bewahrt und installierte die Familie der Fieschi als Statthalter. Nach der Übernahme der Ghibellinen als Machthaber von Genua 1313 flüchteten die Stadtherren von Brugnato nach Pontremoli. Danach übernahmen bis ins 16. Jahrhundert die Malaspina den Ort, die diesen als Lehnswesen an die Fregoso vergaben. Mit dem Volksaufstand von 1530 kehrte der Ort zu Genua zurück. 1820 wurde die Diözese in die von Luni-Sarzana eingegliedert, die ab 1929 in dem Bistum La Spezia-Sarzana-Brugnato aufging.

## Kultur
2007 wurde Brugnato vom Touring Club Italiano die Bandiera Arancione überreicht, die eine herausragende Qualität in den Bereichen Natur und Tourismus auszeichnet. Außerdem wurde die Gemeinde, als dreizehntes ligurisches Dorf, in die I borghi più belli d’Italia (Die schönsten Orte Italiens) aufgenommen.

## Sehenswürdigkeiten

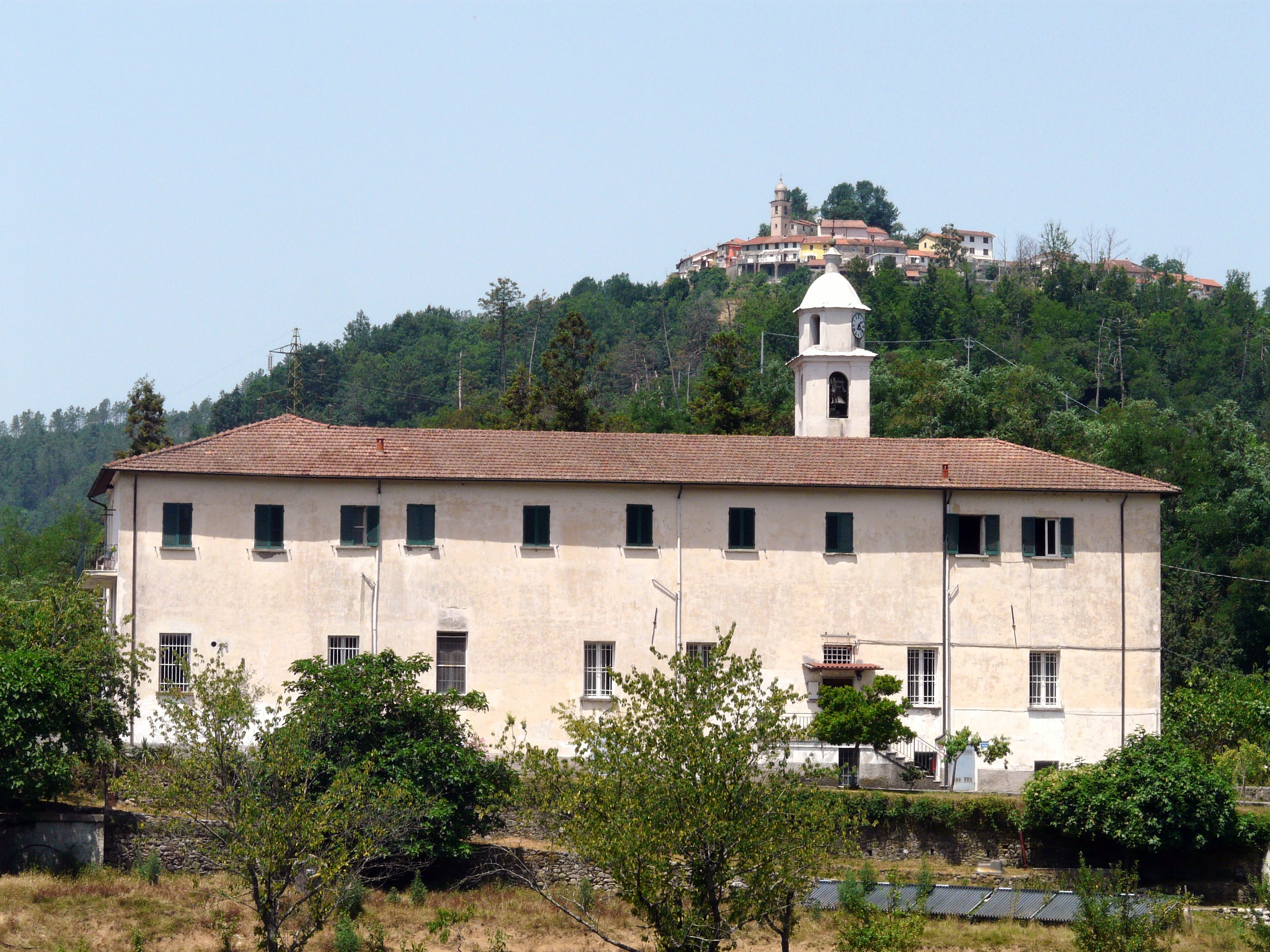
Convento dei Padri Passionisti (Ex-Chiesa di San Francesco)

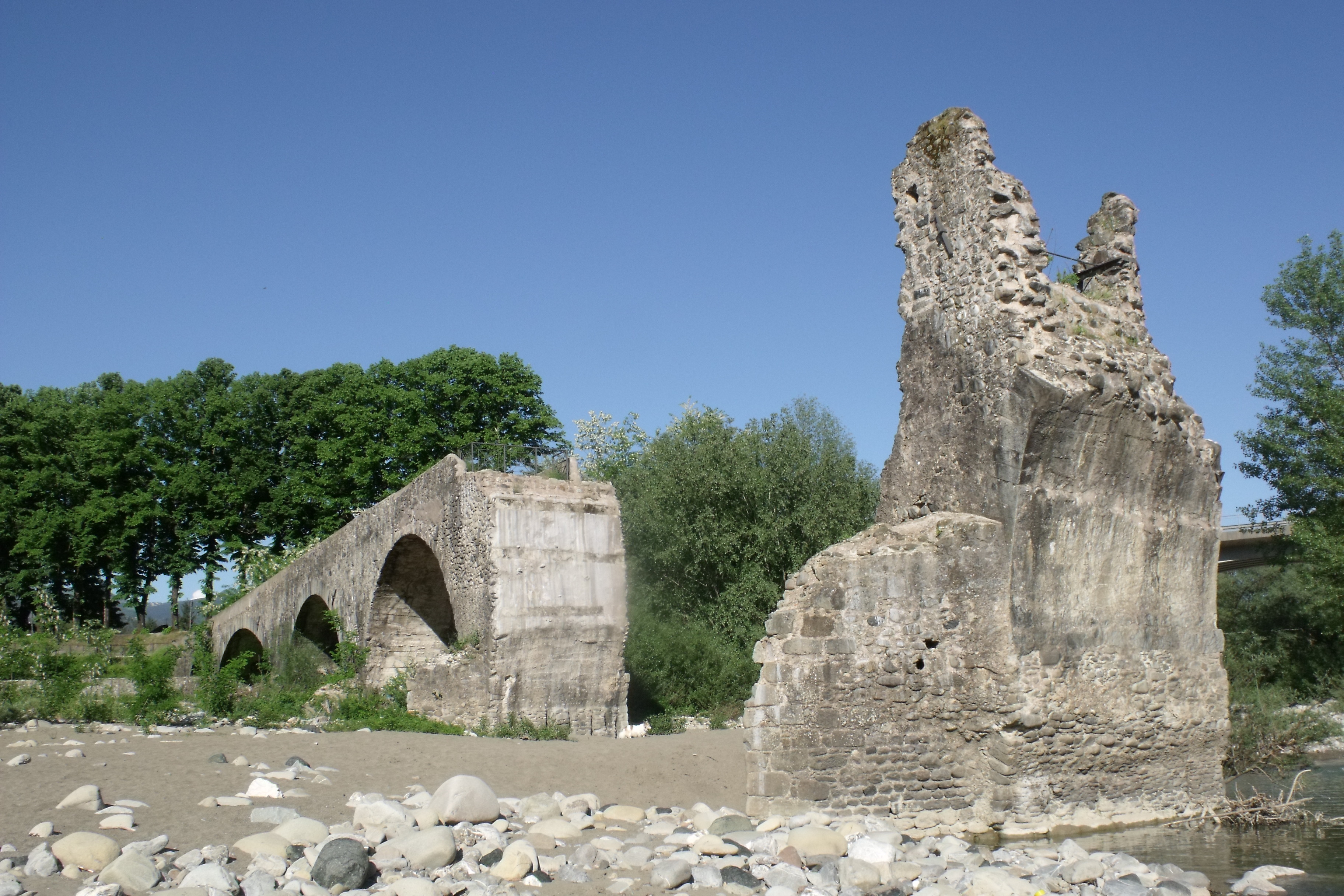
Ponte Romano, auch Ponte Romanico genannt, am Fluss Vara

- Cattedrale dei Ss. Pietro, Lorenzo e Colombano, Kathedrale bzw. Konkathedrale aus dem 11. oder 12. Jahrhundert, die aus einer Basilika aus dem 8. Jahrhundert entstand.[6]
- Chiesa dell’Accola, Kirche aus der Zeit der Langobarden nahe Borghetto di Vara, erhielt im 15. Jahrhundert bauliche Veränderungen und enthält Fresken aus dem 17./18. Jahrhundert (Madonna col Bambino, Sant’Antonio Abate e San Giovanni Battista und Madonna addolorata e Santi)[10]
- Convento dei Padri Passionisti, 1635 beendeter Bau eines Konventes der Franziskaner. Enthält Gemälde aus dem 17./18. Jahrhundert und wurde 1843 von dem Orden der Passionisten übernommen.[11]
- Museo Diocesano im Palazzo Vescovile (Bischofspalast aus dem 14. Jahrhundert), enthält ein Altarretabel (Madonna del Rosario, San Pietro e San Domenico) von Cesare Corte von Giuseppe Vermiglio das Werk Orazione di Gesù nell’orto sowie das Lactatio di San Bernardo von Gian Lorenzo Bertolotto.[12]
- Oratorio di San Bernardo, Oratorium im Ortskern, das früher der Santa Maria Annunziata gewidmet war und um 1610 den heutigen Namen erhielt.[13]
- Oratorio dei Santi Rocco e Caterina, Oratorium nahe der Porta Sottana, heute nur noch Teile der Fassade vorhanden.[7]
- Ponte Romano, auch Ponte Romanico genannt, antike Brücke bei Brugnato an der mittelalterlichen Verbindungsstraße von Pontremoli nach Sestri Levante. Die Brücke ist wahrscheinlich römischen Ursprungs, das älteste Dokument über die Brücke entstammt dem Jahr 1660, als die Brücken nach einem Hochwasser repariert werden musste.[14]
- Santuario di Nostra Signora dell’Ulivo, Sanktuarium wenige Kilometer außerhalb des Orts. Wurde um 1600 auf einer älteren Konstruktion errichtet.[15]
- Stadttore Porta Soprana und Porta Sottana, heute noch existierende (und einzigen) Stadttore der mittelalterlichen Stadtmauer.[16]
- Chiesa di Sant’Antonio, Parochialkirche im Ortsteil Bozzolo. Wurde im 18. Jahrhundert über einer aus dem Jahr 1350 stammenden Kirche errichtet.[17]

## Verkehr
Der Ort besitzt die Anschlussstelle Brugnato-Borghetto di Vara an der Autobahn Autostrada A12 und das Gemeindegebiet wird von der Strada Provinciale 7 (SP7) durchquert.